# 颱風愛茜 (1989年)
颱風愛茜 (英語：Typhoon Elsie, 菲律賓大氣地球物理和天文服務管理局：Tasing) 為1989年太平洋颱風季的熱帶氣旋之一。